# Василий III Петрович

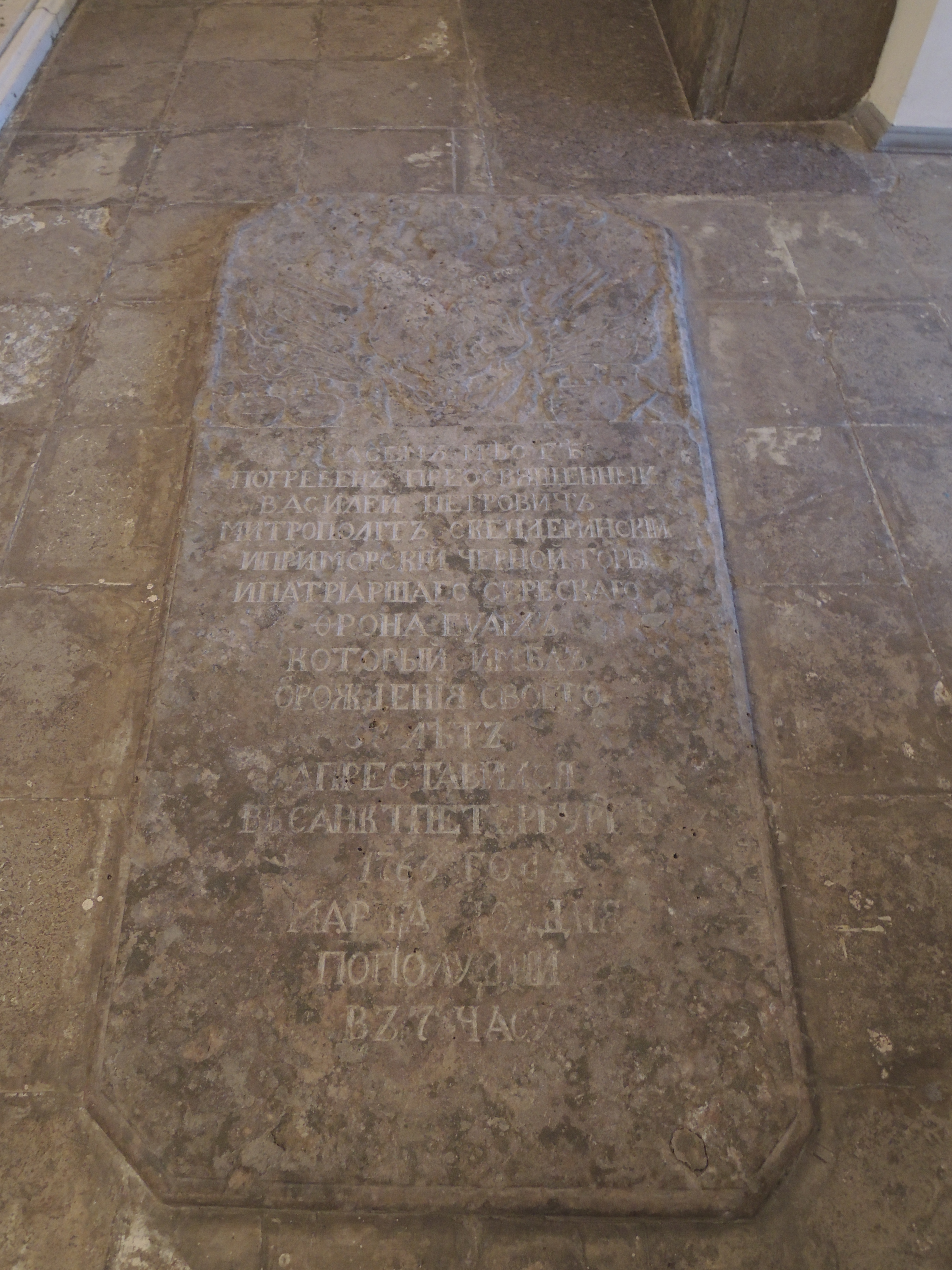

Василий III Петрович Негош (серб. Василије Петровић Његош; 1709, Негуши, Османская империя — 10 марта 1766, Санкт-Петербург) — митрополит и правитель Черногории. Создатель первого литературного произведения, посвящённого истории Черногории. 

## Биография
До начала правления
Василий Петрович  был помощником митрополита Саввы Петровича, поскольку тот не мог исполнять некоторые политические функции. После того как Василий стал правой рукой митрополита Саввы, он благодаря своим политическим талантам приобрёл множество сторонников. Вдохновлённый этим, он решил взять бразды правления в свои руки.
Пока митрополит Савва находился в России (с 1743 года по 1744 год), Василий стал политическим лидером. Когда же митрополит Савва вернулся из России, он был вынужден передать всю власть митрополиту Василию.

Правление
После того как Василий занял пост митрополита, он начал продвигать идею о независимости Черногории под покровительством России. Поэтому он обратился к русскому царю. В середине 1752 года Василий отправился в Россию и прибыл туда в начале следующего года. Во время своего первого визита в Россию он был принят императрицей Елизаветой Петровной и другими влиятельными политическими деятелями Российской империи. Он просил Россию предоставить Черногории защиту и поддержку.
После возвращения в Черногорию митрополит Василий столкнулся с нападением боснийского паши, который требовал от Черногории уплаты дани. На общем собрании Черногории в 1756 году было принято решение отказаться от уплаты дани. В ответ на это султан приказал напасть на Черногорию. Турки атаковали Черногорию в конце 1756 года и потерпели серьёзное поражение.
Во время битвы митрополит Василий бежал на территорию Италии, а оттуда в Россию. Он прибыл в Россию в конце 1757 года и оставался там до середины 1759 года. В этот период он снова обратился к России за политической поддержкой и защитой.
Митрополит Василий ещё раз посетил Россию в 1765–1766 годах. Во время своего третьего пребывания в Санкт-Петербурге он неожиданно заболел и скончался в 1766 году. Василий Петрович был похоронен в Александро-Невской лавре.

## Факты из жизни
- Василий был братом Данилы Негоша, основателя династии правителей Черногории.
- С 1750 года Василий занимал пост митрополита Скендеринской и Приморской Черной Горы.
- В сербской и черногорской литературе его переписка считается ценным литературным произведением.
- Василий поддерживал тесные отношения с Российской Империей и сыграл важную роль в восстановлении Сербского государства.